# Sentiero dell'Atmosfera
Il Sentiero dell'Atmosfera è un itinerario didattico-escursionistico situato sull'Appennino Tosco-Emiliano, nel territorio dei comuni di Riolunato e Fiumalbo, in provincia di Modena promosso dall'Istituto di Scienze dell'Atmosfera e del Clima del Consiglio Nazionale delle Ricerche di Bologna.

## Descrizione
Contrassegnato dal segnavia n. 449 del Club Alpino Italiano, ha inizio in località Pian Cavallaro a 1.878 m s.l.m. e conduce fino alla vetta del Monte Cimone a 2.165 m s.l.m., sulla quale trovano ubicazione l'Osservatorio climatico "Ottavio Vittori" dell'ISAC-CNR e un osservatorio del Servizio meteorologico dell'Aeronautica Militare. Questi osservatori, nell'ambito del programma Global Atmospheric Watch (GAW) dell'Organizzazione Meteorologica Mondiale costituiscono la GAW Global Station di Monte Cimone (CMN), unica stazione di questo tipo sul territorio nazionale. Per raggiungere la vetta del Cimone da Pian Cavallaro vi è anche l'alternativo sentiero n. 441 di lunghezza più breve, ma dalla salita molto più ripida per l'ascesa diretta lungo il crinale orientale della montagna.
È stato inaugurato il 19 giugno 2004, con il convegno "Quattro Passi nel Clima che Cambia" Archiviato il 31 gennaio 2016 in Internet Archive., tenutosi alla Rocca di Sestola e il 20 giugno con la salita da Pian Cavallaro alla Vetta di Monte Cimone. Lungo il sentiero sono collocati vari pannelli illustranti il cambiamento climatico, grazie al progetto a cui hanno preso parte il Consiglio Nazionale delle Ricerche, il Parco Regionale del Frignano, l'Ufficio Generale per la Meteorologia e l'Agenzia Regionale Prevenzione e Ambiente dell'Emilia-Romagna.
L'itinerario didattico-ambientale percorre le pendici nord-ovest del Monte Cimone (sent. 449 CAI) ed introduce ai "segreti" dell'atmosfera e del clima che cambia, grazie ai pannelli informativi disseminati lungo il sentiero. Le misure eseguite a Monte Cimone riguardanti gli inquinanti atmosferici ed i principali gas serra sono parte del programma Global Atmospheric Watch dell'Organizzazione Meteorologica Mondiale.